# الصورة التشخيصية الثابتة
الصورة التشخيصية الثابتة (غرافاتار) هي خدمة لتوفير صورة فريدة من نوعها في مختلف المواقع. صاحب الفكرة هو توم بريستون-فيرنر ومنذ عام 2007، دخلت في ملكية أوتوماتيك، التي دمجتها في منصة ووردبريس.كوم.